# Кромберг енд Шуберт
Кромберг енд Шуберт — це підприємства групи Kromberg s Schubert. В Україні розміщені два підприємства: в Луцьку та Житомирі.

## Завод в Луцьку
Завод у Луцьку було засновано 2005 року, на підприємстві працює понад 5000 працівників. Завод у Луцьку виготовляє електричні кабельні мережі для вантажних та пасажирських мікроавтобусів, автомобілів, мережі для панелі приладів, дверей, даху, мотору, сидінь, а також мережі для мотоциклів. Найбільшими клієнтами заводу є виробники автомобілів BMW, Фольксваген та Мерседес-Бенц.

## Завод в Житомирі
Завод у Житомирі було засновано 2015 року, на підприємстві працює понад 3000 працівників. «Кромберг енд Шуберт Україна» (Житомир) — підприємство з 100% іноземними інвестиціями і спеціалізується на виготовленні електричні бортових кабельних систем для автомобілів світового класу: Audi, Seat, Volkswagen, Skoda

## Сертифікати якості
- ISO 9001 — загальний сертифікат, що засвідчує, що продукція виготовляється згідно зі стандартом
- ISO ITS16949 — технічний
- ISO 14001 — екологічний сертифікат, який засвідчує про зберігання токсичних речовин в спеціальних пляшках,об'ємом на одну робочу зміну та промаркованих спеціальною етикеткою, сортування сміття та захист працівників спеціальним одягом